# Cissus repens
Cissus repens är en vinväxtart som beskrevs av Jean-Baptiste de Lamarck. Cissus repens ingår i släktet Cissus och familjen vinväxter. Inga underarter finns listade i Catalogue of Life.